# Serranía de los Paraguas
La serranía de los Paraguas est un massif montagneux situé en Colombie. Elle fait partie de la cordillère Occidentale.

## Géographie
La serranía de los Paraguas est située sur le versant ouest de la cordillère Occidentale, au sud du parc national naturel de Tatamá.
Elle sert de frontière naturelle entre les départements de Chocó et de Valle del Cauca.